# 2011年3月

## 3月1日
- 美国白宫发言人对中国警方在中国茉莉花革命中骚扰、拘留外国记者表示“不能接受”。此前香港亞洲電視的攝製組，本港台、英國廣播公司、英國《每日電訊報》、台灣三立電視台、德新社、德國電視一台、德國電視二台、德國ZDF電視台、彭博電視台記者，美國之音北京分社社長及記者以及一名奧地利記者等在王府井被當局拖走、非法拘禁或猛烈毆打[1]，有的還被沒收相機或刪除照片，美国驻华大使对此表示谴责。[2][3][4]

## 3月2日
香港政府宣佈向所有成年的永久居民派6000元。

## 3月3日
- 针对有记者要求提供禁止采访中国茉莉花革命的具体法律条款，中国外交部发言人姜瑜主持记者会时表示，“违反了去那个地方采访需申请的有关规定。不要拿法律当挡箭牌。问题的实质是有人唯恐天下不乱，想在中国闹事。”……[5][6][7]

## 3月4日
- 美国航空航天局辉煌号地球观测卫星在加利福尼亚州范登堡空军基地由金牛座-XL运载火箭搭载升空后，由于火箭故障而坠入太平洋。[8]

## 3月5日
- 萨摩亚现任总理图伊拉埃帕·萨伊莱莱·马利埃莱额奥伊率领的人权保护党在4日举行的议会选举中获得超过三分之二的议席。[9]
- 美国空军第二架X-37B空天飞机在佛罗里达州卡纳维拉尔角空军基地由宇宙神5型运载火箭搭载升空。[10]

## 3月6日
- 日本外务大臣前原诚司因被揭发违法接受一名韩国女性提供的政治资金而辞职。[11]
- 德国外交部长在就中国当局再次拘押外国记者发表声明。[12]

## 3月7日
- 印度最高法院裁定，医院可在法院监督下，对患绝症而无法医治的病人实施被动安乐死，这是印度首次允许对病人实施安乐死。[13]

## 3月8日
- 马来西亚前首相马哈迪·莫哈末出版他撰写了数年之久的回忆录《医生当家：敦马哈迪医生回忆录》（A doctor in the house:The Memoirs of Tun Dr Mahathir Mohamad）。

## 3月9日
- 美国航空航天局发现号航天飞机在佛罗里达州肯尼迪航天中心着陆，完成其最后一次太空任务。[14]
- 2010年度图灵奖授予美国哈佛大学计算机学教授莱斯利·瓦利安特，以表彰他在让计算机模拟人类思考和逻辑推理方面作出的突出贡献。[15]

## 3月10日
- 中国云南省德宏傣族景颇族自治州盈江县发生里氏5.8级地震，造成至少24人死亡，207人受伤。[16]
- 法国正式承认利比亚反对派成立的利比亚全国委员会，并计划同这个新成立的机构互换大使。法国是采取该措施的首个国家。[17]

## 3月11日
- 日本宮城縣仙台市以东的太平洋海域發生日本近代地震观测史上规模最大的地震，引发海嘯、火災、房屋倒塌等災情。至少有1.5万人死亡，另有2500余人至今下落不明。详见2011年日本東北地方太平洋近海地震。[18]

## 3月12日
- 在日本仙台近海地震中受到破坏的福岛第一核电站1號機发生氫氣爆炸并造成核泄露事故，造成至少160人受到核辐射。[19][20]

## 3月13日
- 日本九州島上新燃岳火山於下午3點45分左右，再度開始噴發[[[Wikipedia:格式手册/链接#章節|錨點失效]]]大約有4,000公尺高度的煙塵，夾帶著大量的火山灰與石頭 [21]。

## 3月14日
- 日本福岛第一核电站於上午11點01分，3號機也因同樣問題而導致氫氣爆炸，相關單位隨後發出通報，附近方圓20公里內600多位居民全部室內避難[22]。
- 由沙特阿拉伯等海湾阿拉伯国家合作委员会成员国组成的约1000人的联军进入巴林，以协助巴林政府平息反政府示威。[23]
- 第十四世达赖喇嘛正式向西藏流亡议会提出请求，要求解除他在西藏流亡政府所担任的政治领袖职务。[24]

## 3月15日
- 巴林国王宣布全国进入国家紧急状态，立即实行并为期三个月。[25]

## 3月17日
- 联合国安理会通过第1973号决议，决定在利比亚设立禁飞区，对卡扎菲政权武力镇压示威民众实施第二轮制裁。[26]
- 美国航空航天局信使号探测器经过6年多的飞行进入围绕水星运行的轨道，成为首颗围绕水星运行的探测器。[27]

## 3月18日
- 利比亚外长穆萨·库萨出席记者会并宣布，利比亚接受联合国安理会有关在利比亚设立禁飞区的决议，立即停火并停止所有军事行动。[28]
- 在也门首都萨那举行的反政府示威活动遭到不明身份枪手的袭击，造成至少45人死亡，270人受伤。也门总统萨利赫随后宣布全国进入紧急状态。[29][30]
- 秘鲁总理何塞·陈出于“个人原因”辞职。[31]

## 3月19日
- 法国、美国和英国对利比亚政权发动军事行动，以执行联合国安理会在17日通过的在利比亚设立禁飞区的决议。[32][33]
- 德国柏林动物园的动物明星北极熊克努特跌入水池中猝死，死时4岁零3个月。[34]
- 月球运行至距离地球35.6万公里的位置上，为19年来距离地球的最近位置，即出现俗称的“超级月亮”现象。[35]
- 秘鲁总统阿兰·加西亚任命司法部长罗萨里奥·费尔南德斯接替何塞·陈出任总理。[31]

## 3月20日
- 美国波音公司研制的宽体客机波音747-8洲际客机在华盛顿州埃弗雷特进行首次试飞。[36]
- 灵鸽世界服务中心焚烧古兰经事件（英语：Dove World Outreach Center Quran-burning controversy）：灵鸽世界服务中心在佛罗里达州焚毁一本《古兰经》，此举被视为2010年“国际焚烧古兰经日”的延续。[37]

## 3月21日
- 朱马利·赛雅贡在老挝人民革命党第九次全国代表大会上再次当选为老挝人民革命党中央委员会总书记。[38]
- 贝宁现任总统博尼·亚伊在13日举行的总统选举中获得53.14%的选票，将连任总统一职。[39]

## 3月22日
- 葉門局勢逐漸緊張，西北軍區司令阿瑪少將（Ali Mohsen al-Ahmar）在內的3名將領宣布支持反對陣營，雙方部隊於首都沙那部署戰車針峰對峙。[40]

## 3月23日
- 挪威科学院宣布，将2011年度的阿贝尔奖授予美国数学家约翰·米尔诺（约翰·米尔诺）。[41]
- 葡萄牙总理若瑟·蘇格拉底递交了辞呈。在这之前，葡萄牙国会投票反对政府为挽救经济提出的紧缩措施，使政局陷入危机。[42]

## 3月24日
- 以色列战机凌晨轰炸了加沙地带多处目标，巴勒斯坦伊斯兰抵抗运动（哈马斯）高级领导人哈尼亚宣布加沙地带进入紧急状态。[43][44]
- 缅甸东北部靠近泰国和老挝的边境地区当晚发生里氏7.2级强烈地震并引发泥石流等地质灾害，震中位于掸邦景栋市以东56公里，震源深度约20公里。地震已造成至少25人死亡。中国云南省部分地区房屋开裂、围墙倒塌，学校师生露宿避险。[45][46]

## 3月29日
- 美国航空航天局公布信使号探测器进入水星轨道后拍摄的首张水星表面图片。[47]
- 古巴国务委员会主席劳尔·卡斯特罗在哈瓦那会见到访的美国前总统吉米·卡特。 [48]

## 3月30日
- 缅甸当选总统吴登盛在首都内比都举行的联邦议会全体会议上宣誓就任缅甸联邦共和国总统。[49]
- 中国国家主席胡锦涛在北京人民大会堂会见来华出席国际货币体系改革研讨会的法国总统萨科齐。[50]

## 3月31日
- 位于非洲东海岸莫桑比克海峡的马约特正式成为法国的海外省，即法国的第101个省。[51]
- 支持科特迪瓦前总理阿拉萨内·瓦塔拉的武装部队开始围攻科特迪瓦最大的城市、经济首都阿比让。[52]
- 欧盟成员国投票支持对中国进口铜版纸征收为期五年、最高39.1%的关税。这是欧盟首次针对中国制成品征收反补贴关税。[53]